# Якуб Шматула
Якуб Шматула (пол. Jakub Szmatuła; нар. 22 березня 1981, Познань, Польща) — польський футболіст, воротар футбольної команди «П'яст». Також відомий своїми виступами за «Заґлемб'є» з міста Люблін та познанський «Лех».

## Титули і досягнення
- Чемпіон Польщі (1):

П'яст (Гливиці): 2018-19